# Marek Cezary Zdun
Marek Cezary Zdun (ur. 20 lipca 1948 w Katowicach) – polski matematyk, zajmujący się układami dynamicznymi i równaniami funkcyjnymi.

## Życiorys
Studia na kierunku matematyka ukończył na Uniwersytecie Śląskim w Katowicach w 1971 roku. Na tym samym uniwersytecie uzyskał następnie stopień doktora (w 1974, pod kierunkiem Marka Kuczmy) i doktora habilitowanego (w 1980). Tytuł profesora otrzymał w roku 1997.
W latach 1971–1983 pracował na Uniwersytecie Śląskim, w 1981-1985 w filii Politechniki Łódzkiej (obecnie Akademia Techniczno-Humanistyczna) w Bielsku-Białej. Od 1985 do przejścia na emeryturę na Uniwersytecie Pedagogicznym im. Komisji Edukacji Narodowej w Krakowie, gdzie w latach 2002–2008 był dziekanem Wydziału Matematyczno-Fizyczno-Technicznego.
Swoje prace (jedna z nich uzyskała III nagrodę, a inna wyróżnienie w Konkursie im. Józefa Marcinkiewicza na najlepszą pracę studencką z matematyki) publikował m.in. w „Aequationes Mathematicae”, „Journal of Mathematical Analysis and Applications”, „Annales Polonici Mathematici”, „Journal of Difference Equations and Applications” oraz „International Journal of Bifurcation and Chaos in Applied Sciences and Engineering”.
Wypromował trzech doktorów, w tym Krzysztofa Cieplińskiego, z którego inicjatywy w 2018 roku została zorganizowana konferencja „Dynamical Systems, Difference and Functional Equations.
In honor of Marek C. Zdun’s 70th birthday”.